# Museo Experimental El Eco
El Museo Experimental el Eco es un lugar en el que se activan prácticas artísticas en torno a la reflexión espacial. A partir del legado de Mathias Goeritz, El Eco constituye una caja de resonancia y tensión entre la modernidad y lo contemporáneo.
Como ámbito universitario, es una plataforma para el conocimiento que favorece la experimentación, la libertad y el riesgo.

## Historia del edificio
En 1952 durante una exposición de pintura y escultura en la Galería de Arte Mexicano, el artista Mathias Goeritz conoce a Daniel Mont, empresario mexicano interesado en proyectos relacionados con restaurantes, bares y galerías de arte. Así lo recuerda Goeritz: "Mire, una vez apareció un tipo, en una exposición mía en la galería de Inés Amor (Galería de Arte Mexicano), que me pidió que yo le hiciera un edificio, yo le aclaré que no era arquitecto y sorprendentemente me respondió que no me hubiera buscado si yo hubiera sido arquitecto. Así inicié el Eco para este hombre que probablemente ha sido el mejor amigo que yo he tenido, era un estupendo hombre, se llamaba Daniel, mi hijo se llama Daniel por él".
Este mecenas comisiona a Goeritz la edificación de un lugar que articulara una nueva relación entre sus intereses comerciales y el espíritu de vanguardia de algunos actores culturales de la época, con la intención de encontrar algo diferente a lo establecido. Bajo la premisa “haga lo que se le dé la gana”, Mathias Goeritz edificó el Museo Experimental el Eco en la calle de Sullivan de la Ciudad de México. Fue diseñado como una estructura poética cuya disposición de corredores, techos, muros, recintos y vanos llevaban a sus visitantes a reflejar su experiencia del espacio en un acto emocional; este concepto desafiaba los intereses -cada vez más dominantes- del funcionalismo durante esta época. Al basar su diseño en el Manifiesto de la Arquitectura Emocional, inspirado también en la experiencia religiosa y la arquitectura Gótica y Barroca, Goeritz concibió al edificio como una escultura penetrable. Este espacio permitió a su creador y a su benefactor la creación de una plataforma multidisciplinaria e integral para las artes, sin precedentes en el contexto del arte mexicano e internacional de los años cincuenta.
Parte del enigma, el misticismo y el poder de El Eco radica en la vida errática que ha llevado a lo largo de los años. Comenzó como un museo experimental cuya intención era expandir los lenguajes de las artes. Después fue restaurante, club nocturno, teatro y lugar de encuentro para actividades políticas. Todos estos roles alteraron dramáticamente su estructura arquitectónica durante los cincuenta y dos años que vinieron después de la muerte de Daniel Mont, en 1953.
En 2004, la Universidad Nacional Autónoma de México compró el edificio y re-abrió sus puertas el 7 de septiembre de 2005 después de meses trabajando en el edificio para restaurar esta obra de arte a su estado original. La intención fue revivir el legado arquitectónico de Goeritz, y sobre todo, darle vida a una estructura realizada para expandir los lenguajes del arte. Este espacio en la calle de Sullivan fue concebido como un sitio de reunión vivo, un lugar en el que los artistas pudieran especular y reflexionar sobre el arte y sus dimensiones experimentales y emocionales.

## Actualmente
El Museo Experimental El Eco es un lugar de encuentro para las artes. El museo busca ofrecer varios contextos para prácticas artísticas y el desarrollo de conocimiento cultural. Enfatizando el experimento, la emoción y el pensamiento interdisciplinario, el espacio se inspira continuamente en su arquitectura única y los diversos intereses conceptuales de su fundador, Mathias Goeritz. Desde 2010, el museo realiza el concurso nacional de arquitectura Pabellón Eco.
El museo se ubica en la calle de Sullivan 43, Colonia San Rafael, Cuauhtémoc, Ciudad de México.

## Galería

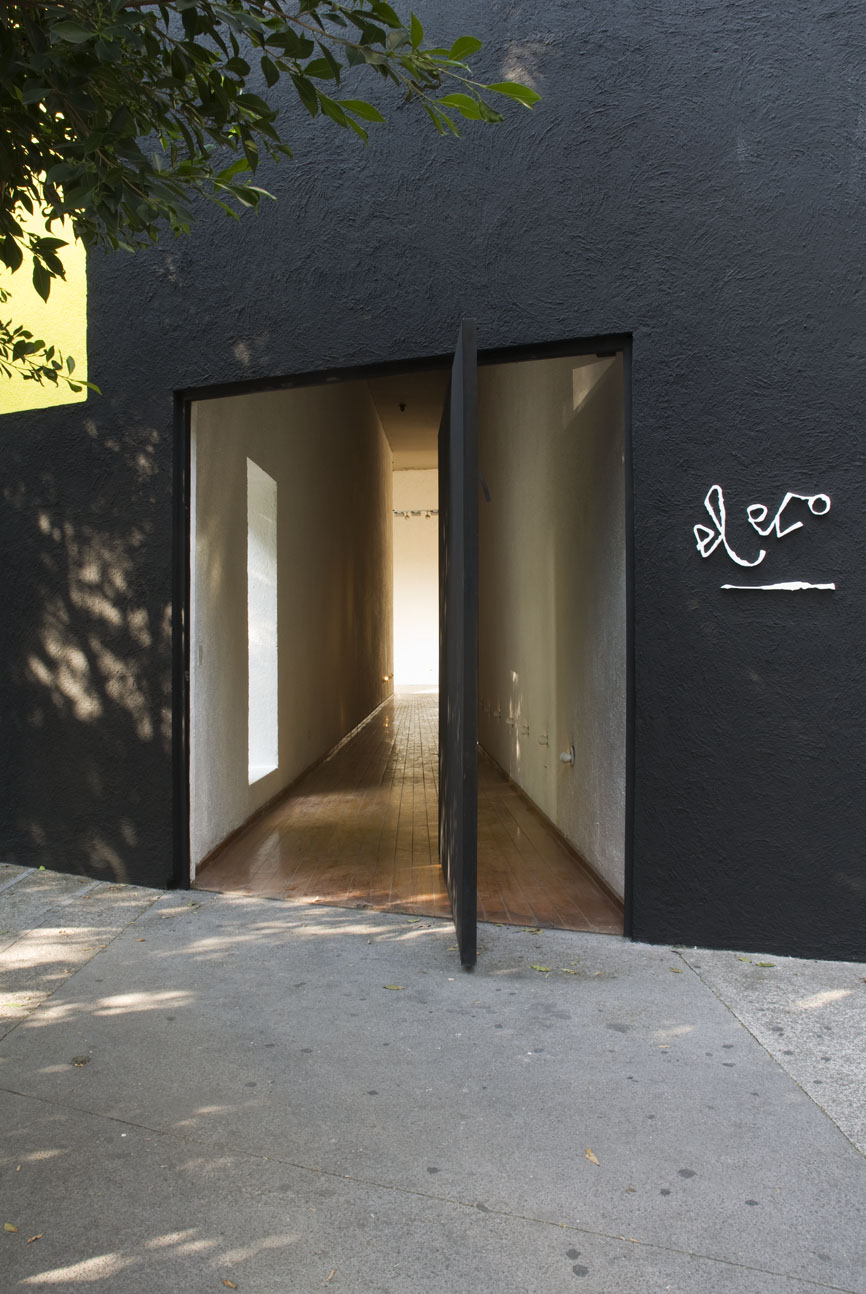
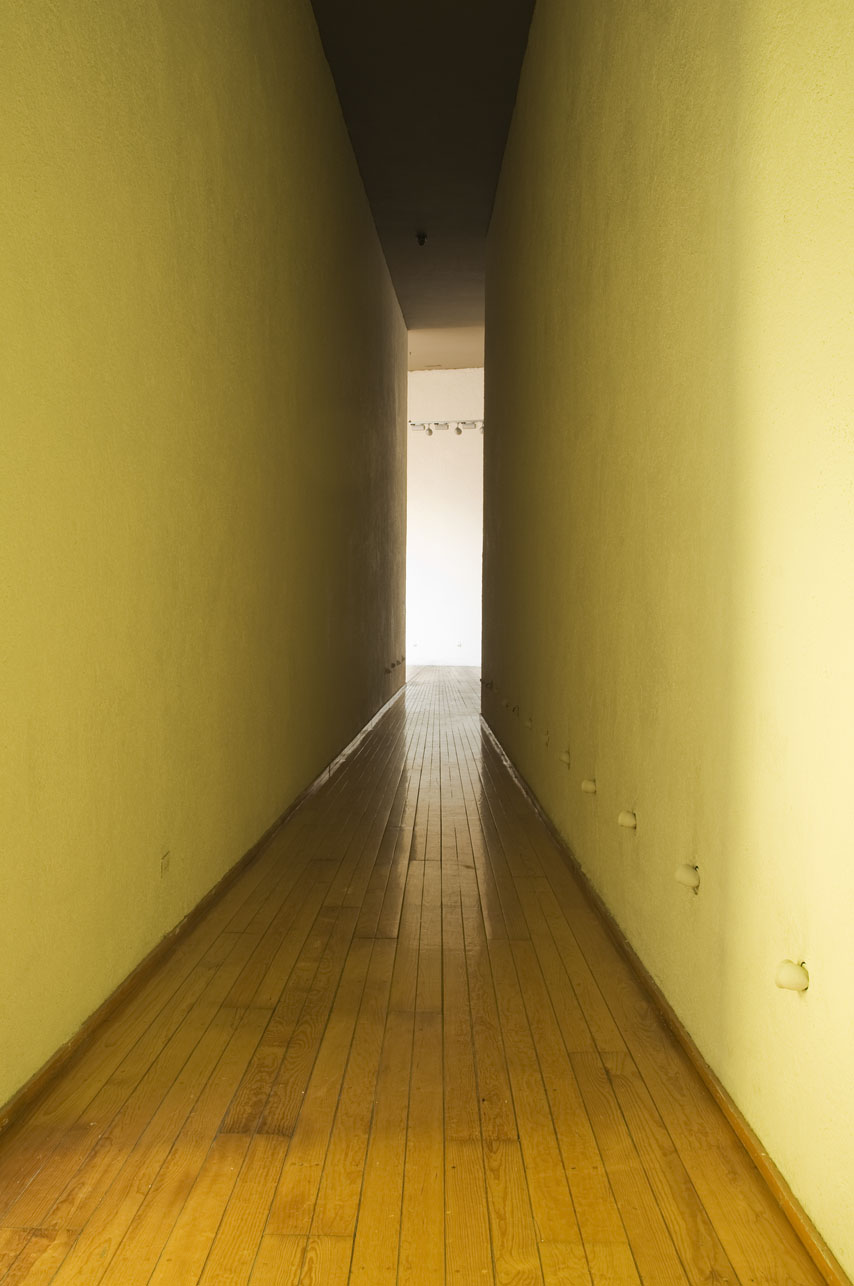
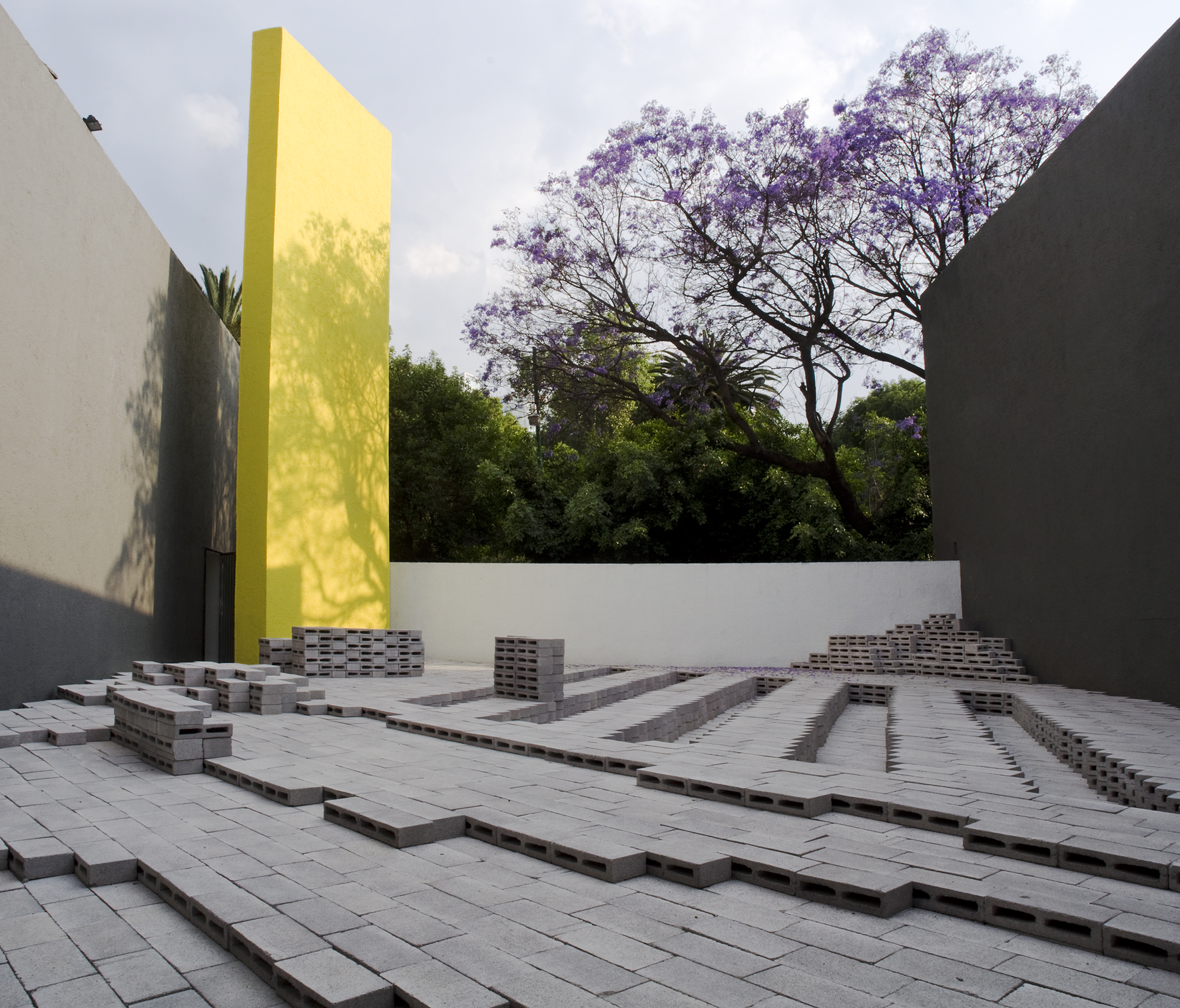
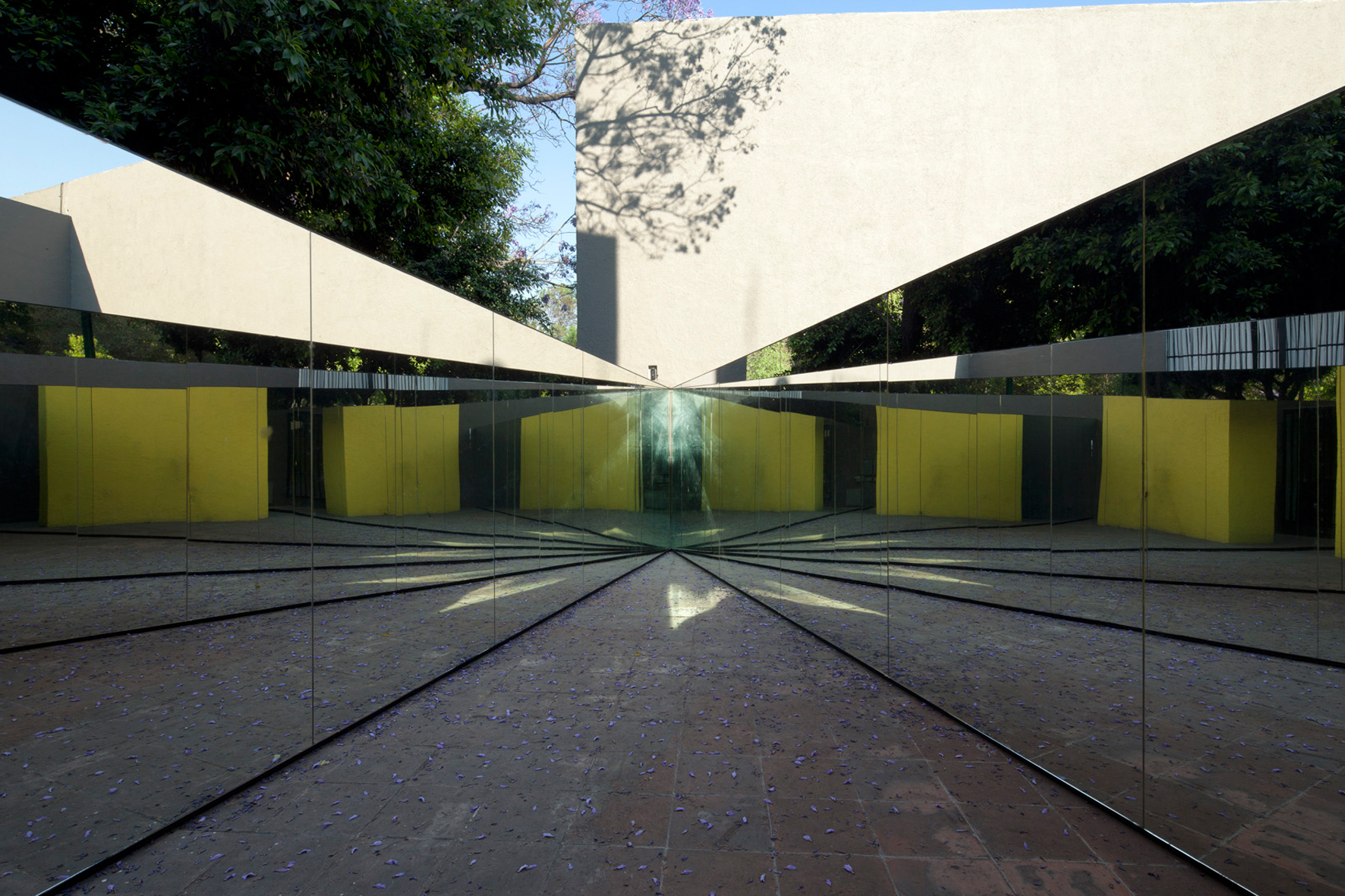
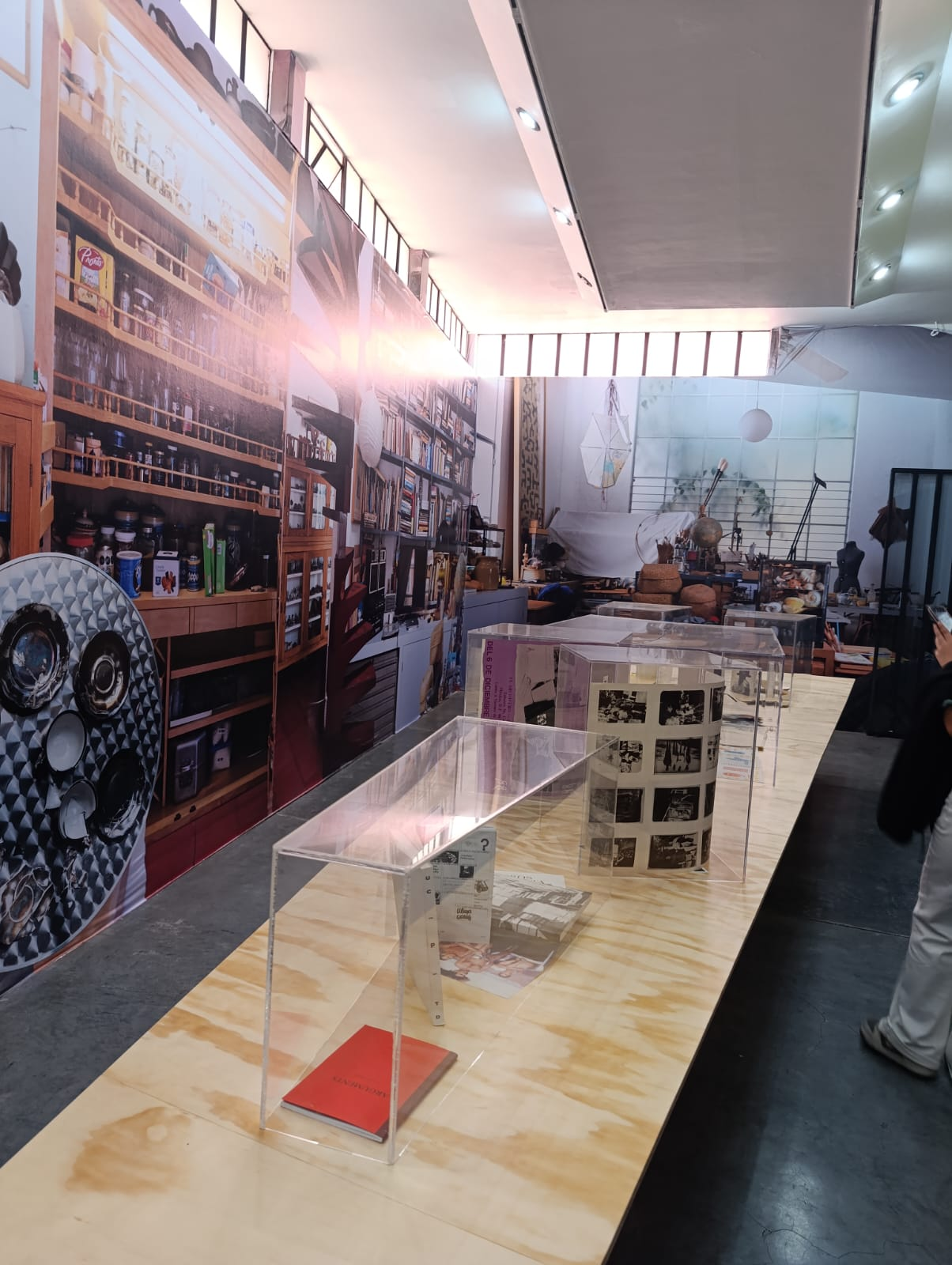
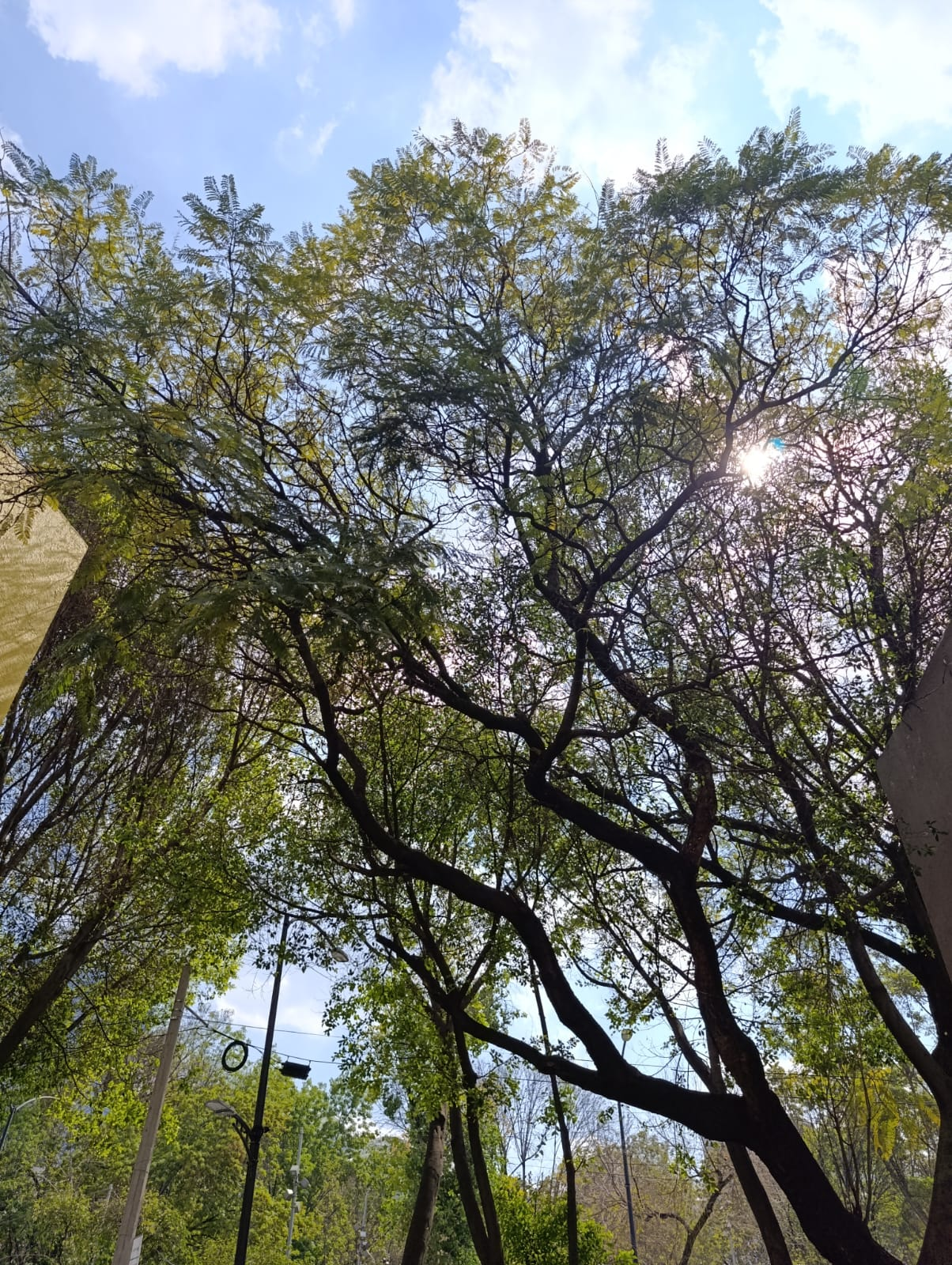
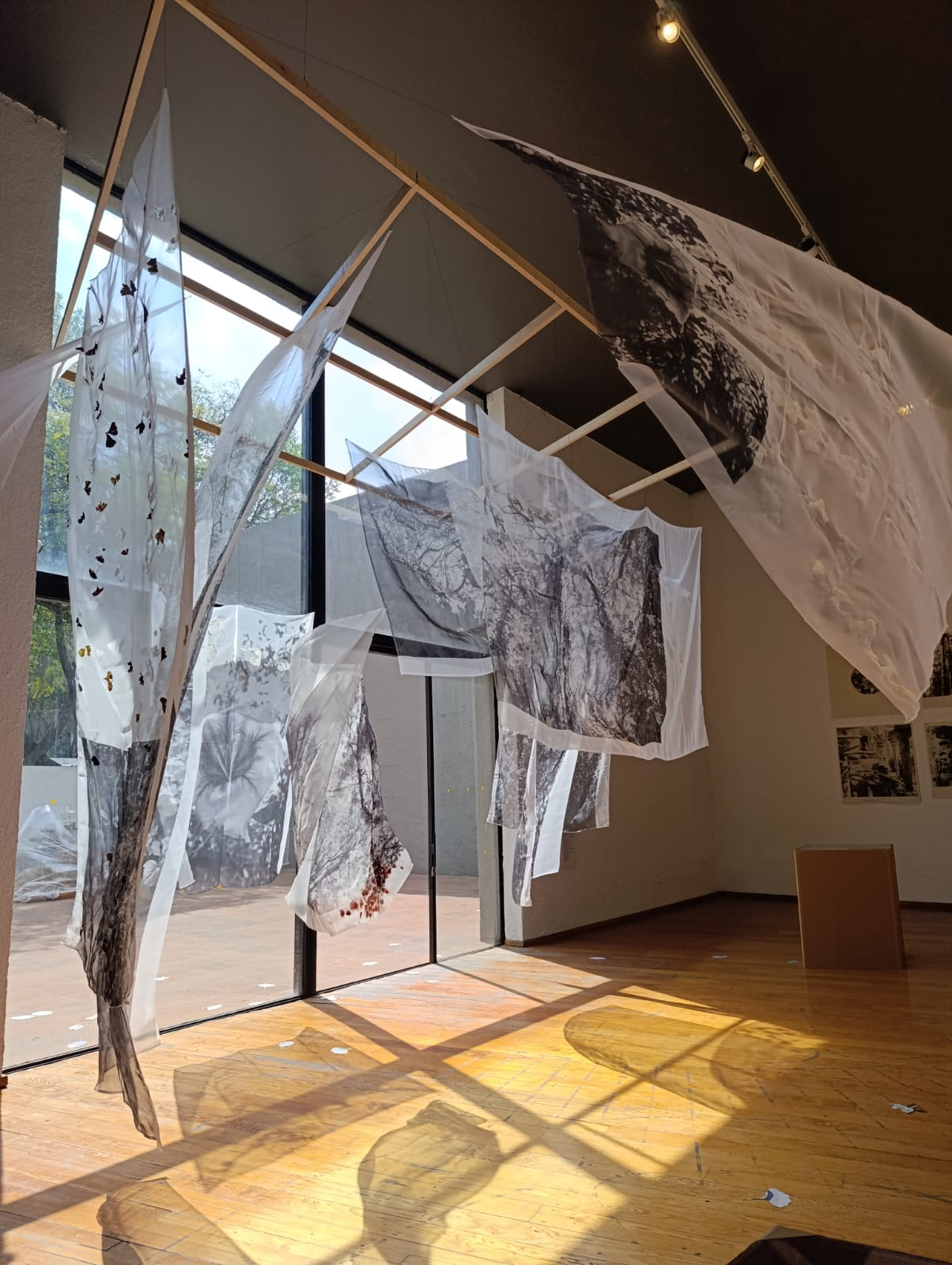
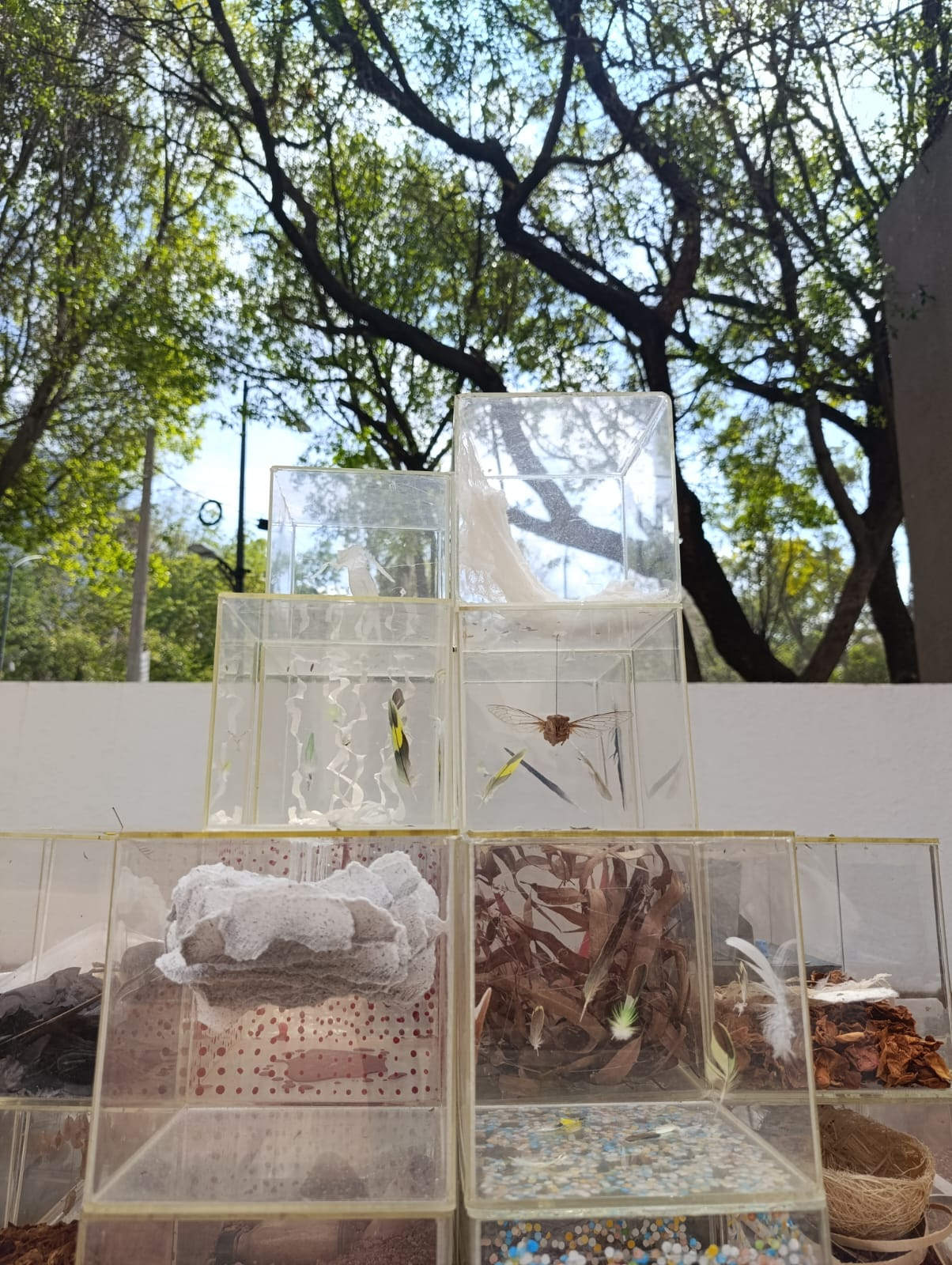

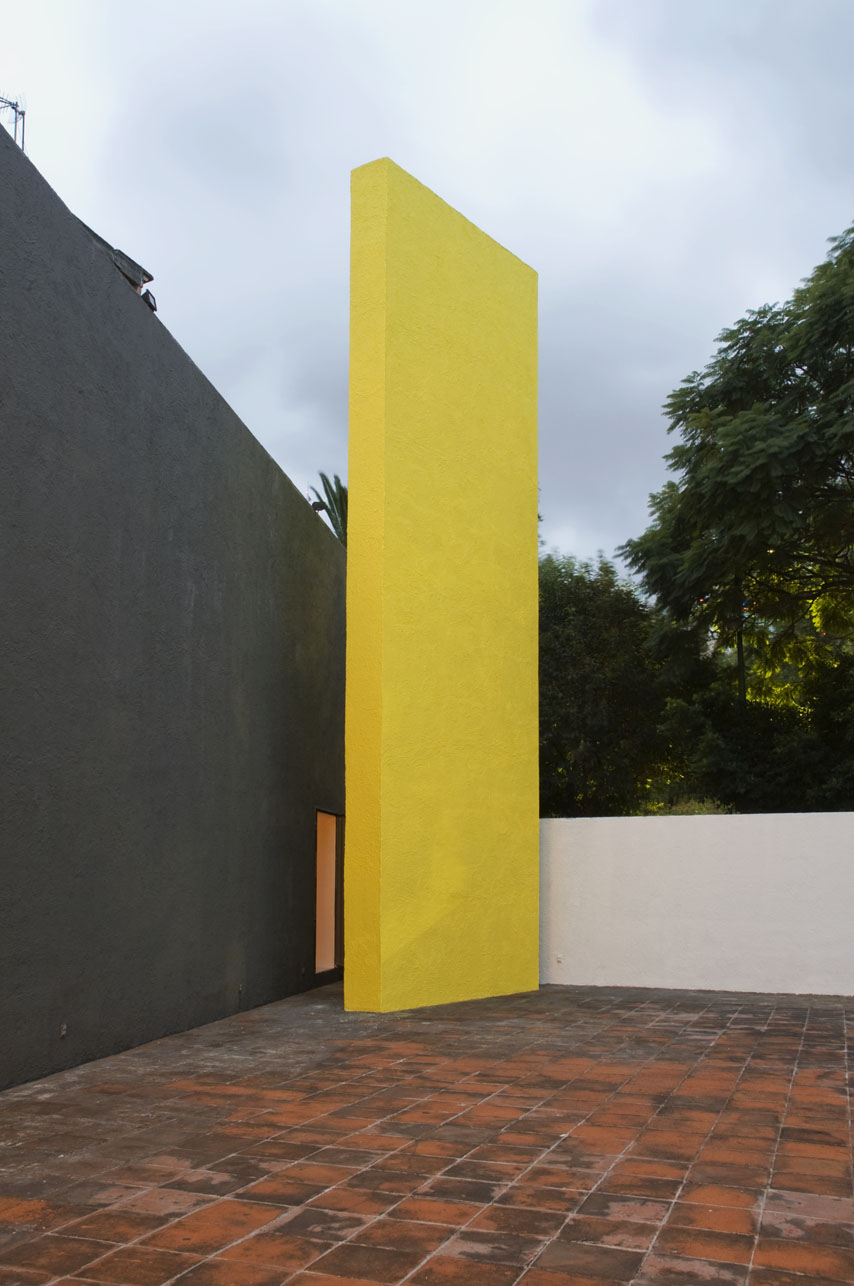
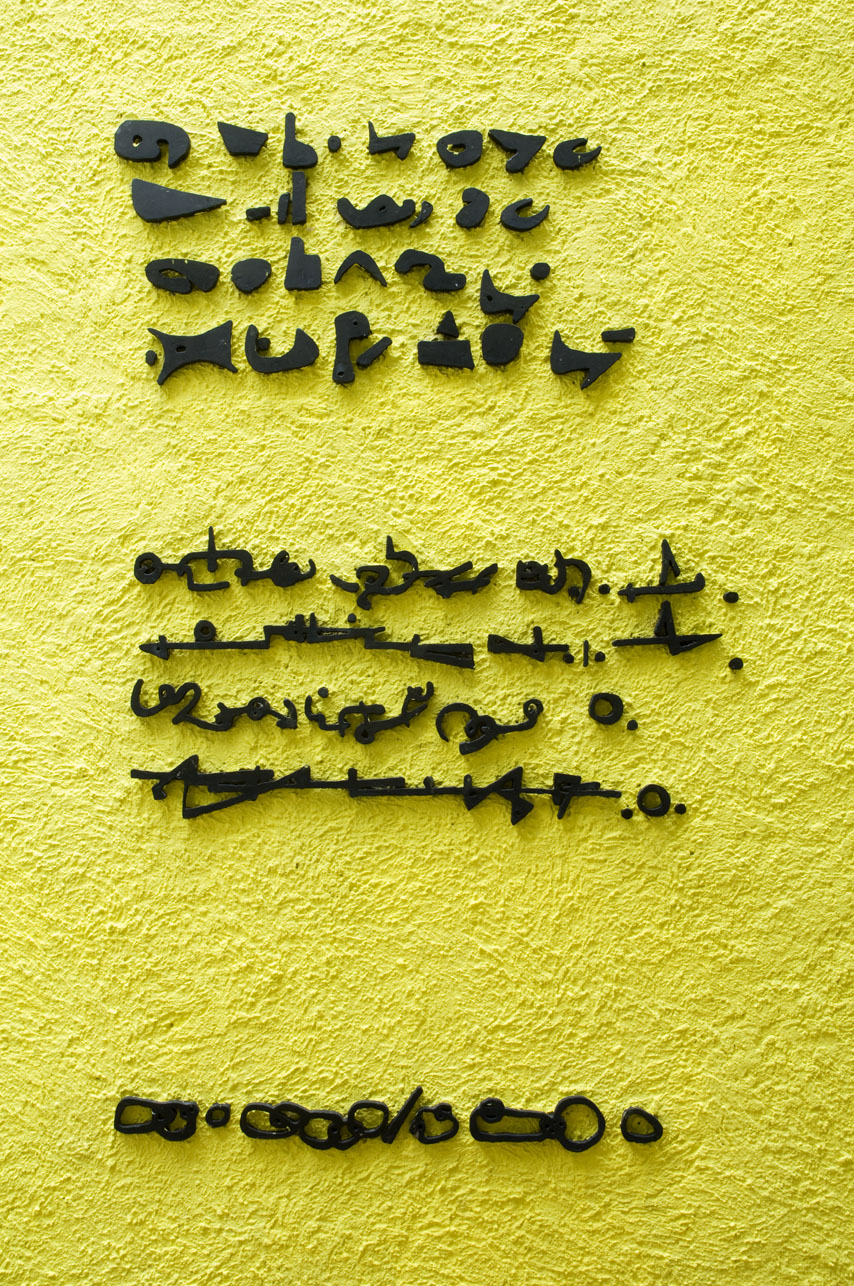